# 1732 год в науке
В 1732 году произошли различные научные и технологические события, некоторые из которых представлены ниже.

## События
- 21 августа — первое европейское судно бот «Святой Гавриил», под началом геодезиста М. С. Гвоздева и подштурмана И. Фёдорова, достигло Аляски[1].
- Для измерения температуры был предложен градус Делиля.
- Изобретена трубка Пито.

## Награды
- Медаль Копли: Стивен Грей, за опыты приведшие, по сути дела, к открытию передачи электричества на расстояние.

## Родились
- 10 января — Пер Форссколь, шведский натуралист (в первую очередь ботаник и антрополог), путешественник. Известен также как философ, «пионер финского классического либерализма».
- 20 апреля — Жан Десцеме, французский анатом и ботаник.
- 6 октября — Невил Маскелайн, английский астроном.
- Мария Кристина Брун, шведская изобретательница армейского пакета для пороха, первая из изобретательниц, запатентовавших изобретение в Швеции.